# N.V. Dorph (forfatter)
 Der er flere personer med dette navn, se N.V. Dorph (maler).
Niels Vinding Dorph (født 26. marts 1783 i Stege på Møn, død 10. november 1858 i København) var en dansk skolemand og forfatter.
Han blev student fra Vordingborg Latinskole i 1801 og tog teologisk embedseksamen i 1804 og filologisk embedseksamen i 1809 ved Københavns Universitet.
Han udgav flere bøger, heriblandt nogle posthume for kollegaen og studiekammeraten P.O. Brøndsted.
Han blev i 1819 gift med Louise Amalie Bloch (datter af biskop i Viborg stift Jens Bloch), og de fik sønnerne Christian og Anton Laurids Johannes Dorph.
Niels Vinding var fra 1827 til 1829 konrektor for Viborg Katedralskole, 1829 til 1833 rektor for Horsens Latinskole og fra 1856 til 1857, sammen med H.C. Christensen, leder af Det Kongelige Teater.

## Værker
- "Meditationis nonnulæ de antiquissimis Etruriæ incolis" (et skoleprogram til Viborg Katedralskole), 1816.
- "Horats Oder" (med forord af svigerfaderen Jens Bloch), 1820.
- "Rotvælsk Ordbog", om datidens "Vandrerdansk" til politimæssig benyttelse i 1824 med hjælp fra Hartwig Lunding.
- "Sofokles", oversættelse udgivet i 1850 og 1852.
- "Kong Ødipus", genoptrykt i 1878 med et forord af sønnen Christian Dorph og 8 illustrationer af professor Lachmann.